# Acedera
Acedera è un comune spagnolo di 907 abitanti situato nella comunità autonoma dell'Estremadura.